# Santiago Montiel Álvarez
Santiago Montiel Álvarez (Puebla de Zaragoza, Puebla, 27 de abril de 2003) es un futbolista mexicano. Juega como defensa central para el Cancún F.C. de la Liga de Expansión MX.

## Trayectoria
Llegó a las Fuerzas Básicas del cuadro de la Angelópolis, donde le comunicaron que todo su potencial estaba en la central como zaguero por la izquierda. 
A partir de ahí se consolidó como defensor en las categorías inferiores hasta que llegó su primera alegría. El joven futbolista hizo historia al conseguir su primer título siendo el capitán del equipo que salió campeón con la Sub-17 en el Apertura 2020.
Debido a sus buenas actuaciones paso a las filas del Villareal de la Primera División de España donde desafortunadamente por una lesión tuvo muy pocas actuaciones.
Para el torneo Apertura 2022 regresa a Club Puebla

## Clubes
| Club             | País   | Año             |
| ---------------- | ------ | --------------- |
| C. Puebla        | México | 2018 - 2021     |
| Villarreal C. F. | España | 2021 - 2022     |
| C. Puebla        | México | 2022 - 2025     |
| Cancún F. C.     | México | 2025 - Presente |